# Михајло Витезовић
Михајло Витезовић (Београд, 1991) је српски драмски писац, редитељ и сценариста.
Дипломирао je драматургију на Академији уметности у Београду и студирао мастер Мултимедијалне режије на Академији уметности у Новом Саду.

## Дела
Комади
- Женско срце у шињелу, Позориште Славија[1]
- Лајање на звезде, позориште ДАДОВ[1][2]
- Иза спуштене завесе: триптих савремених драма[3]

Филмови
- Мементо Мори, Застава филм[1]
- Тито и филм, Филмске новости[1]
- Мандела ефекат, Академија уметности[1]
- Неки од нас су духови[1]